# Беррокалехо (Касерес)
Беррокалехо (ісп. Berrocalejo) — муніципалітет в Іспанії, у складі автономної спільноти Естремадура, у провінції Касерес. Населення — 127 осіб (2010).
Муніципалітет розташований на відстані близько 150 км на південний захід від Мадрида, 95 км на північний схід від Касереса.

## Демографія
Динаміка населення (INE ):

## Галерея зображень

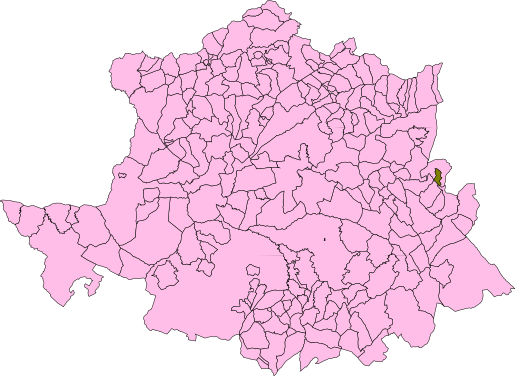
Розташування муніципалітету у провінції Касерес